# Johan Herman Lie Vogt

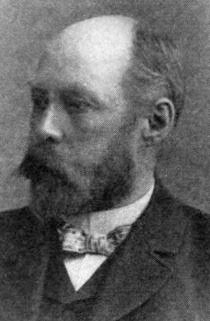
Johan Herman Lie Vogt

Johan Herman Lie Vogt (* 14. Oktober 1858 in Tvedestrand; † 3. Januar 1932 in Trondheim) war ein norwegischer Geologe, Mineraloge und Petrologe.

## Leben und Werk
Er war der Sohn eines Arztes und von mütterlicher Seite her der Neffe des Mathematikers Sophus Lie. Vogt studierte am Polytechnikum in Dresden und machte 1880 seinen Abschluss als Bergkandidat. Danach setzte er sein Studium der Geologie und Metallurgie in Stockholm (unter anderem bei Waldemar Christofer Brøgger), an der Bergakademie in Freiberg in Sachsen und in Clausthal, in Leipzig und Paris fort. 1886 bis 1912 war er Professor für Metallurgie und Bergbaukunde an der Universität Oslo (damals dort einer der jüngsten Professoren) und danach von 1912 bis zu seiner Emeritierung 1929 Professor für Geologie und Lagerstättenkunde an der gerade gegründeten Norwegischen Technischen Hochschule in Trondheim. Sein Nachfolger war dort sein Sohn Thorolf Vogt.
Er war ein Pionier in der Geologie von Lagerstätten (unter anderem in Monographien zu norwegischen Erzlagerstätten) und in der Anwendung physikalischer Chemie auf die Petrologie magmatischer Gesteine, speziell Silikatschmelzen. Er war der Erstbeschreiber einer Reihe von Schlacke-Mineralien und benutzte das Studium der Schlacke in Hochöfen als Modell für mineralische Kristallisation in Magmen. Er befasste sich auch intensiv mit praktischen Anwendungen insbesondere seiner Expertise zu Erzlagerstätten einschließlich einer ausgedehnten geologischen Beratungstätigkeit. Von ihm stammen über 200 wissenschaftliche Veröffentlichungen.
Er erhielt 1928 die Penrose-Goldmedaille der Society of Economic Geologists und 1932 die Wollaston-Medaille. 1897 wurde er Ritter des St. Olaf Ordens und er war Mitglied der Norwegischen Akademie der Wissenschaften und der Kongelige Norske Videnskabers Selskab. Er war Ehrendoktor in Aachen (1911) und seit 1912 korrespondierendes Mitglied der Russischen Akademie der Wissenschaften in Sankt Petersburg. 1915 wurde er in die American Academy of Arts and Sciences gewählt. 1926 wurde er Mitglied der Deutschen Akademie der Naturforscher Leopoldina.

## Schriften
- Norges nyttige mineraler og bergarter, 1882
- Studier over slagger, Kungl. Svenska Vetenskaps-Akademiens handlingar. Bihang, Band 9, Nr. 1, Stockholm 1884
- Norske ertsforekomster, 7 Teile in 3 Bänden, 1884–89 (norwegische Erzvorkommen)
- Beiträge zur Kenntnis der Gesetze der Mineralbildung in Schmelzmassen und in den neovulkanischen Ergussgesteinen, 1888–92
- Die Silikatschmelzlösungen mit besonderer Rücksicht auf die Mineralbildung und die Schmelzpunkt-Erniedrigung, Videnskab-Selskab Skrifter, Math.-Naturw. Klasse 1903
- Die Sulfid-Silikatschmelzen, Vid-Selsk. Skrifter 1918
- Physikalisch-chemische Gesetze der Kristallisationsfolge in Eruptiv-Gesteinen, 1905
- Über anchi-monomineralische und anchi-eutektische Eruptiv-Gesteine, 1908
- The physical chemistry of the magmatic differentiation of igneous rocks, Vid. Selsk. Skrifter, 1924, 1925, 1931 (drei Teile)
- The physical chemistry of the magmatic differentiation of igenosu rocks, Journal of Geology 1921
- mit Franz Beyschlag, Paul Krusch: Die Lagerstätten der nutzbaren Mineralien und Gesteine, Ferdinand Enke, 3 Bände, 1910–1921